# Камен Чанев
Камен Чанев е български оперен певец тенор.

## Биография
Роден е на 27 август 1964 г. в Сливен. Завършва Френската гимназия в родния си град, а през 1991 г. Държавната музикална академия „Проф. Панчо Владигеров“ в София. През 1992 г. специализира в Рим, в Академията на Борис Христов. Работи с Александрина Милчева, Гена Димитрова, Леоне Маджера (пианистът на Лучано Павароти). Лауреат е на конкурса „Йоси Бьорлинг“ в Швеция.
През 1992 г. започва работа в Софийската опера. След пет сезона се мести в Прага, където пее в продължение на две години. Изявява се в основния теноров репертоар в България и на големите оперни сцени в Европа, Азия и САЩ. Гастролира във Виенската Щатсопера (в ролите на Де Грийо от „Манон Леско“ и на Пинкертон от „Мадам Бътерфлай“), както и в Арена ди Верона (Калаф от „Турандот“). От 2016 г. работи в Държавна опера – Стара Загора. Умира на 26 ноември 2020 г. в Стара Загора.